# Agrias pherenice
Agrias pherenice är en fjärilsart som beskrevs av Hans Fruhstorfer 1916. Agrias pherenice ingår i släktet Agrias och familjen praktfjärilar. Inga underarter finns listade i Catalogue of Life.